# بليقيس عبد الحميد
بي. عبد ال حميد هو سياسي هندي، ولد في 15 مايو 1947 في Pattikkad, Perinthalmanna ‏ في الهند. نشط حزبياً في الرابطة الإسلامية الهندية. في 2016 Kerala Legislative Assembly election ‏، انتخب Member of the 14th Kerala Legislative Assembly ‏ عن دائرة Vallikunnu Assembly constituency ‏ وقد انضم خلال فترته النيابية ‏ (21 مايو 2016 – ) للكتلة البرلمانية United Democratic Front (Kerala) ‏.